# Kotenčice
Kotenčice (en allemand : Kotentschitz) est une commune du district de Příbram, dans la région de Bohême-Centrale, en République tchèque. Sa population s'élevait à 203 habitants en 2020.

## Géographie
Kotenčice se trouve à 8 km au sud-ouest de Dobříš, à 8 km au nord-est de Příbram et à 46 km au sud-ouest de Prague.
La commune est limitée par Pičín au nord-ouest, par Buková u Příbramě au nord, par Rosovice au nord-est et à l'est, par Dlouhá Lhota au sud-est et au sud, et par Suchodol au sud-ouest.

## Histoire
La première mention écrite de la localité date de 1382.

## Transports
Par la route, Kotenčice se trouve à 8,6 km de Příbram et à 53 km de Prague.